# Merkelbach
Merkelbach é um município da Alemanha localizado no distrito de Westerwaldkreis, estado da Renânia-Palatinado.
Pertence ao Verbandsgemeinde de Hachenburg.